# Atwoodov padostroj
Atwoodov padostroj (po engleskom fizičaru Georgeu Atwoodu) je mehanički uređaj koji se sastoji od dviju nejednakih masa (utega) koje su s pomoću nerastezljive žice (niti) obješene preko kolotura, za koji se pretpostavlja da je bez trenja i da mu je masa zanemarivo malena. Pokretna sila, zbog razlike masa utega obješenih o koloturu, (m1 – m2) · g, daje ubrzanje uvijek istoj pokretnoj masi (m1 + m2), u skladu s drugim Newtonovim zakonom gibanja:
{\displaystyle a=g\cdot {m_{1}-m_{2} \over m_{1}+m_{2}}}
Primjena Atwoodova padostroja u osnovnim pokusima bitno ovisi o točnosti mjerenja vremena trajanja dinamičke pojave na stroju. Elektroničko mjerenje vremena osjetljivo je do reda vrijednosti pikosekunde. U modernu sveučilišnu nastavu fizike u Zagrebu Atwoodov padostroj su u predavanja iz mehanike 1950-ih uveli V. Lopašić (Fakultet elektrotehnike i računarstva) i M. Paić (Prirodoslovno-matematički fakultet).